# Губден
Губден (дарг. Губдани, кум. Гобден) — село в Карабудахкентском районе Дагестана. Административный центр сельского поселения «Сельсовет Губденский».

## Название
Бахру-Када (дарг. БахIру-Кьада) — старое название села можно этимологизировать в следующих вариантах: 1) в гористом (имеющем много склонов) ущелье; 2) гористый, овражистый; 3) в ущелье с покатым склоном. С топографической точки зрения вероятность всех вариантов довольно реальна — все зависит от того, что выделяли основатели селения при определении этой местности (гористость, овражистость, покатость склона или само ущелье). Третий вариант является наиболее приемлемым как с грамматической, так и топографической точки зрения.
Губден (дарг. Губдани) — этимология названия селения не изучена. Село было названо в честь его жителя, лидера этого села. Сами жители называют своё село «Губдани», а горцы Дагестана — «Куртан» или «Куртани». Название «Гобден» в прошлом было распространено среди соседей — кумыков, позднее название трансформировалось в «Губден» и впоследствии было усвоено русскими. Известно, что ещё в XIX веке в губденском квартале Кьадаауле проживал род Губданхъала (Губдановых). Вполне возможно, они и были потомками того Курдана — основателя села, которого ныне в искаженной форме именуют Губден.

## Символика

### Герб
Символ-герб сообщества берёт начало в XV веке после объединения 23 родовых поселений в общество Губден. Белое полотнище означает независимость. В центре изображен круг (означающий вечность) с двумя обручами (границы владений), внутри круга изображены 6 звезд (из 23 поселений образовалось 6 кварталов: Када, БурхIибяхI, Пилаул, Чуднаул, Чунайаул, БахIаул, из которых впоследствии образовалось 6 поселений на границах гyбденских владений: Гурбуки, Манас, Шамшагар, Джанга, Кадиркент, Ачи). В центре — сноп, означающий изобилие. Над снопом изображен полумесяц — принадлежность к Исламу.

## Географическое положение
Расположено на реке Губденозень (р. "Kasp") на высоте 770 м, в 17 км к югу от села Карабудахкент. Через село идут дороги в сторону Дербента и Леваши.

## Население
| 1869  | 1888  | 1895  | 1926    | 1939  | 1970  | 1979  |
| ----- | ----- | ----- | ------- | ----- | ----- | ----- |
| 5478  | ↗7091 | ↘6991 | ↘6122   | ↘5304 | ↘4000 | ↗5108 |
| 1989  | 2002  | 2010  | 2021    |       |       |       |
| ↘4759 | ↗7470 | ↗8627 | ↗10 135 |       |       |       |

### Известные уроженцы
- Таймас Губденский — военный и государственный деятель, абрек и один из приближённых наибов имама Шамиля
- Юсуф Хаджи ал-Губдани — мусульманский ученый и медик
- Абдулвагаб Гаджиев — революционный деятель Дагестана начала XX века
- Камалутдин Магомедшапиев — Народный артист Республики Дагестан, Заслуженный работник культуры Российской Федерации.
- Магомед Абдуллаев —  советский и российский философ, специалист по истории философии и общественной мысли Востока; доктор философских наук, профессор.
- Абдулнасыр Меджидов — тайбоксер и кикбоксер. Первый чемпион мира и Европы по тайскому боксу из России
- Салимгерей Расулов — российский боец смешанных единоборств
- Дарсам Джапаров — российский борец вольного стиля
- Хасбулат Хасбулатов — лидер организации «Джамаатуль муслими»
- Алигаджи Гамидгаджиев —  российский, кыргызстанский борец вольного стиля;

## Достопримечательности

### Губденское городище
Губденское городище имело площадь более 60 га. Материалы нижних слоев относятся к III—IX векам, верхних - к X-XV векам. Городище было защищено со стороны плоскости оборонительными сооружениями, была крепость, участвовавшая в Арабо-Хазарских войнах. Крепостная стена протяжённостью около 10 км (высота стены — 2,5 м, ширина — 1,5 м) закрывала со стороны плоскости проход в горы и имела 3 ворот.
Губденское городище расположено на восточном склоне хребта, нависшего с запада над естественным проломом у сел. Губден. Отвесный склон хребта, достигающий 50 м высоты, служит левым берегом р. Губден-озень ( древн.назв.. река "Kasp" ). Большая часть городища уходит под строения селения, расположенного у основания хребта. Поэтому определить точные размеры городища невозможно. На незастроенном склоне хребта в результате выборки камня обнажились строительные и культурные остатки, свидетельствующие о многослойном характере памятника. В раннесредневековых слоях, представленных характерной красноглиняной и штрихованной тарной керамикой, встречаются и серо-глиняные обломки, орнаментированные лощением и рифлением. С городищем связано небольшое укрепление, расположенное на господствующей вершине противоположного (восточного) хребта. Укрепление рельефно возвышается на местности и имеет округлые очертания диаметром около 35 м. Защитой для него служили крутые склоны хребта, а также оборонительные сооружения, сохранившиеся с восточной стороны в виде вала и рва. Подъёмный материал с крепости, относящийся к раннему средневековью, аналогичен керамике раннесредневековых слоев городища.

### Халагорское поселение
Халагорское поселение расположено в 6 км к югу от селения Губден. Размеры — 300×180 м. Занимает надпойменную террасу и прилегающие склоны хребта. На поверхности поселения встречаются задернованные завалы камня, выходы стен помещений, культурные остатки, аналогичные Губденскому городищу.

### Естественная арка
Естественная арка — символ Губдена. На самом верху села возвышается уникальная десятиметровая скала — арка, останец выветривания. Арка находится на «скалах Халимбея», на самой оконечности хребта Чонкатау с высшей точкой в 1563 метра, который начинается в Буйнакском районе и как бы является продолжением Гимринского хребта. Ещё дальше, до границы Чечни, в свою очередь, растянулись хребты Андийский и Салатау. Вся эта горная цепь, растянувшаяся с запада на восток, делит Дагестан на две части, на северную — равнинную часть и южную — горную. Губденская арка возвышается на самой западной точке хребта. Рядом с аркой частично  сохранилась оборонительная стена, с бойницами времён Кавказской войны. Ширина стены — 110 см. Высота в среднем 130 см. В прошлом служила для сельчан как сторожевая башня, по причине того, что она возвышается над селом, благодаря чему видны все подходы к селу. На башне, в случае опасности, зажигали огонь, оповещая сельчан о приближающейся опасности.

## Культура
Губденское платье — это длинная до стоп рубаха свободного кроя. Такой наряд призван скрывать силуэт женского тела, как того требуют нормы ислама. На изготовление такого платья уходит семь-восемь метров материи. Цвет платья зависит от возраста его обладательницы. Молодые женщины носят платья в ярких светлых тонах, которые часто пестрят всевозможными узорами. Пожилые женщины надевают однотонные платья тёмных расцветок (коричневые, чёрные, тёмно-синие).
Особой гордостью считаются традиционные губденские чувяки — «мачайти». Изначально их шили из жёлтого сафьяна, подошву — из мягкой тонкой кожи белого цвета. Чуть позже сафьян стали красить и натирать специальным жиром. Женщин в Губдене ограждали от тяжёлого физического труда. Даже обувь шили мужчины, а женщины занимались её отделкой, вышивали узоры шёлковыми нитями.

## История
История Губдена отсчитывают с 2-го тысячелетия до нашей эры, когда здесь появилось первое поселение. Всего в Губдене и окрестностях обнаружили более двух десятков древних городищ: Пилау (Филан), Ачау, Кьаспи, Янгау, Нартау, Чуднау, Хьарау, Чунанау и другие. Наиболее значительное — Бахру-Када, основанное приблизительно в III веке. Просуществовал Бахру-Када до X века, однако многие строения нынешнего Губдена стоят на фундаменте построек этого древнего города. Это свидетельствует о непрерывности существования поселения в течение столетий о значительных потрясениях, выпавших на его долю.
В Бахру-Када как в общий центр переселились жители 22 окрестных общин. Этот процесс консолидации протекал в те времена по всему Дагестану. До этого губденские общины были раскиданы от современного Левашинского района до самого Каспийского моря. По названиям кварталов в селе (Пилив-аул, Чуднаул, Хьараул, Къякаул, Чунанаул, Ачаул, Бяхаул, Нартаул, Янкъяаул, Кьаспаул и др.) до сих пор можно определить, откуда пришли его жители. Они составляли союз общин.

### Нашествие Тамерлана
В конце XIV века Дагестан становится ареной ожесточённой борьбы между Тимуром и золотоордынским ханом Тохтамышем.
Как пишет историк Гасан Алкадари территория Губдена была подарена Темирланом кумыкскому феодалу по имени Губден во время войны Тамерлана с местным кумыкским населением. После чего Тимирлан заставил кумыкского феодала Губдена основать селение, которое стало носить его имя(Губден).
Нашествие Тимура способствовало объединению малых обществ, таким образом возникло крупное село в результате слияния малых аулов вокруг, по инициативе главы одного из них, носителя имени Губден. Этот человек, славившийся умом и дальновидностью, призвал соседей пойти на подобный шаг в целях сохранения их общей независимости. Он спас от разорения свой народ и добился объединения 23 родовых поселений в одно большое село, названное в его честь.
Губден оставил регистр, где было зафиксировано всё о происхождении каждого рода, его благородности, наделении земельными угодьями, их месте в обществе. Губден завещал передавать регистр с дополнениями по времени в руки благородного и грамотного человека. На первой странице регистра Губден оставил следующую запись: «Если регистр попадёт в руки неблагородного, неграмотного человека, не миновать беды губденцам». После своей смерти Губден завещал похоронить себя на кладбище ХулахIабре (в пер. в дарг. «Большое кладбище»), возле дороги. Надмогильный камень имел в высоту 2 аршина и 1 аршин в ширину. На этом камне была высечена карта Губденских владений и были такие слова: «Потомки, будьте достойны своих предков во всём. Землю нашу берегите как честь. Благородство и свобода — в ваших руках».

### Ян Потоцкий. Путешествие по Астраханским степям и Кавказу   В 1798 г.
Ян Потоцкий пишет о подвластных шамхалу - Губденцах (язык акушинского диалекта).
В комментариях к нему, Г. Ю. Клапрот пишет:
"Кубдан или Губден - это маленький округ, расположенный на основном рукаве Торкали-озена. На юге он граничит с Акушей. Его население состоит примерно из 300 семей кумыков которые часто начинают кровавые войны с этой лезгинской республикой".
Губденское бийликство сложилось в составе Тарковского шамхальства в начале ХVII в и возглавлялось своими феодальными владетелями 'карачи-баками'.

### XIX век
Военный историк и писатель А. Л. Зиссерман, побывавший в Губдене в начале XIX века описал село следующим образом:
Губден — большая, богатая деревня шамхальского владения; кругом сады множеством огромных ореховых дерев, густой лес, изобилие воды, пастбища, одним словом — всё, что нужно для трудолюбивого поселянина и, казалось бы, чего желать больше? Но нет: здесь спокойствие не любят…

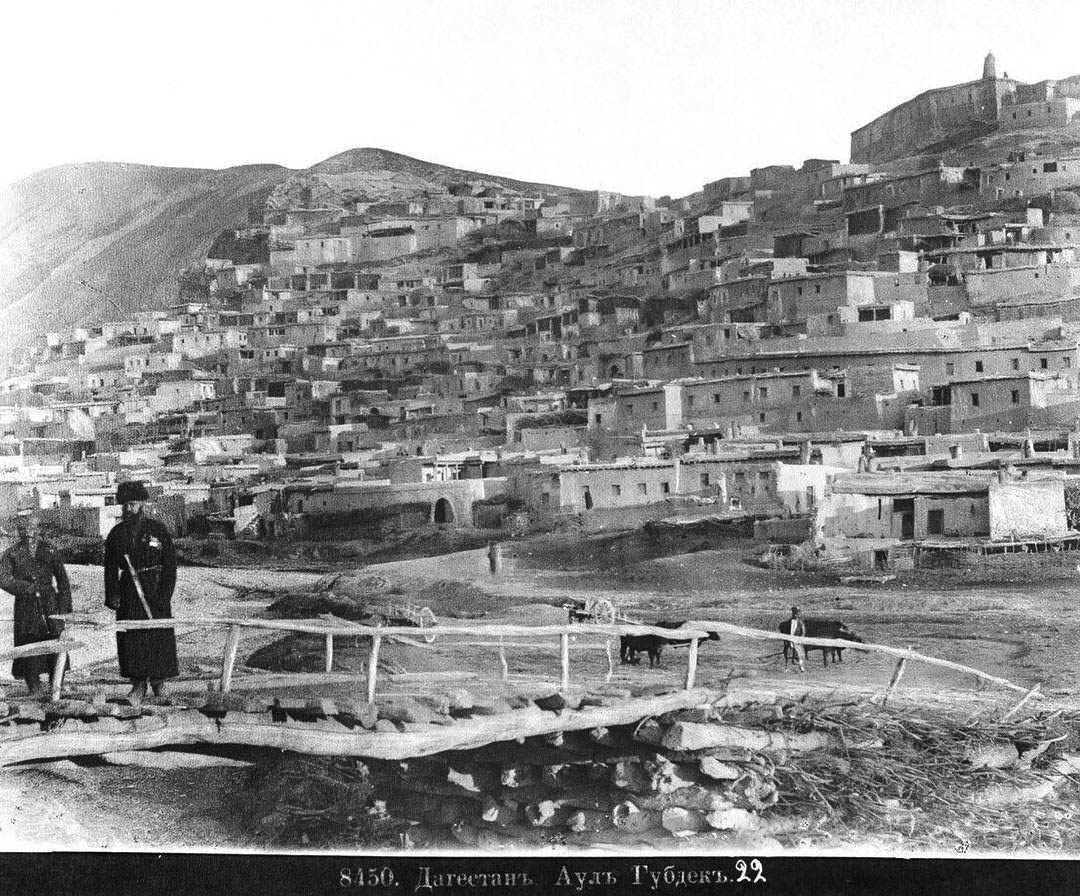
Губден в XIX веке

Русский генерал Григорий Дмитриевич Орбелиани о Губдене в 1852 году:
Деревня эта есть лучшая из всех мною виденных в Дагестане по красоте, богатству и обширности: в кой считается более 1000 дворов жителей.
Губденский амир ранее владел территориями, выходящими за рамки нынешнего села:
- Кулецма. Согласно данным древней книги, переписанной в 1840 году, в результате сделки купли-продажи земли, заключенной между губденским правителем и братьями Гармукил-Али и Рабадан, возникло село Кулецма[31].
- Дешлагар. В середине XIX века, во время Кавказской войны, Губден не поддерживал открыто имамат, но среди губденцев было немало перебежчиков, переходящие на сторону Шамиля. По этой причине царские власти постоянно требовали их выдачи при приходе в селение, но жители Губдена этого не сделали. В результате по приказу Воронцова было велено отобрать пахотные, покосные и пастбищные земли губденцев, расположенные в Дешлагаре и передать их Самурскому полку. В 1846 году в Дешлагаре строится штаб-квартира полка царской армии, которая позже рассеялась. В начале XX века произошел крупный конфликт с другими даргинцами вокруг губденских земель в Дешлагаре. После многократных стычек губденцев с царской армией главенство в Дешлагаре перешло к другим даргинцам с помощью царской власти. Таким образом, возникло новое село, которое ныне называется Сергокала[32].

В истории Губдена особое место занимает непрерывный процесс переселения жителей на другие земли, вследствие чего образовывались новые сёла. В 1930-е годы, во время коллективизации в Дагестане и начала основания своих периферийных земель губденцами, образовались сёла: Манас, Гурбуки, Джанга, Шамшагар, Ачи-Су, Кадыркент. Создававшиеся промышленные предприятия и сравнительно высокий уровень жизни городов притягивали население в города. Так, в Каспийске имеется около 400 хозяйств выходцев из Губдена, в Махачкале — примерно 500, Избербаше — 350.